# 西光院 (茨城県大洗町)
西光院（さいこういん）は、茨城県東茨城郡大洗町にある高野山真言宗の寺院。

## 歴史
応永年間（1394年 - 1428年）、宥祖によって開山された。
当院には、「お葉付イチョウ」と呼ばれるイチョウの木で知られている。樹齢約400年が経過しており、葉の縁に胞子嚢が付く珍しい木として、茨城県の天然記念物に指定されている。
他にも大日如来画像や阿弥陀如来立像などの寺宝を有している。

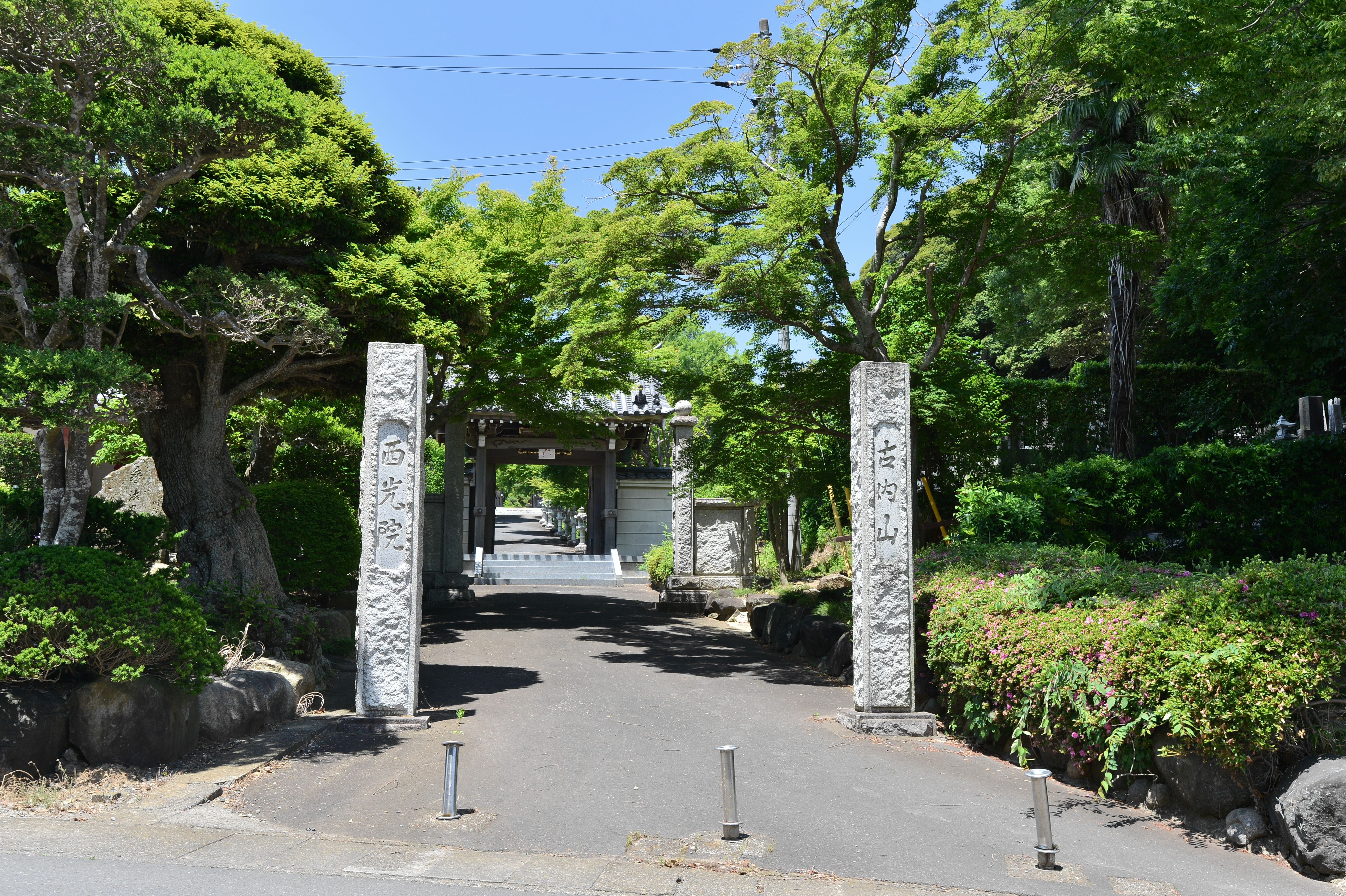
参道の入口
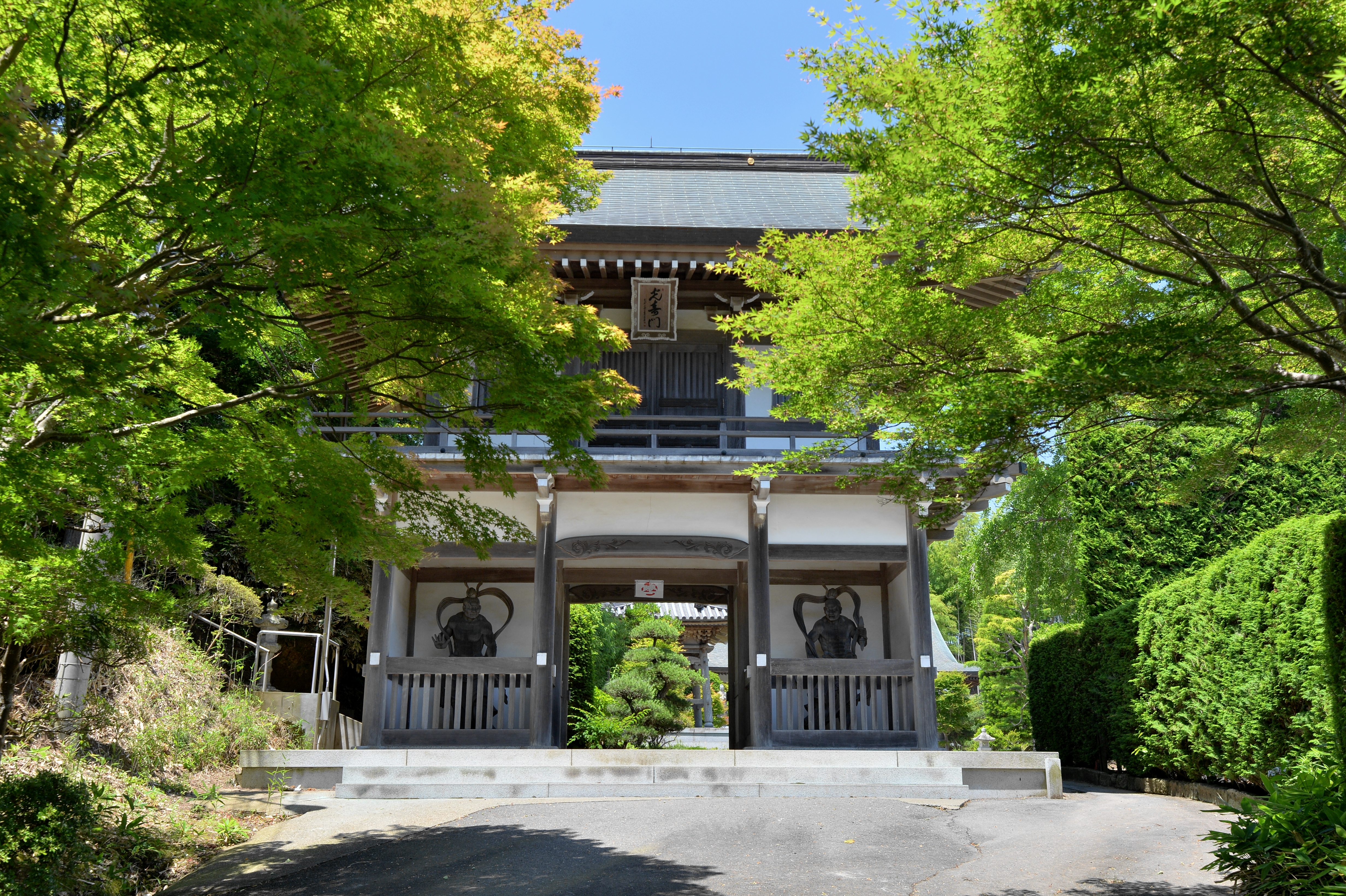
仁王門（楼門）
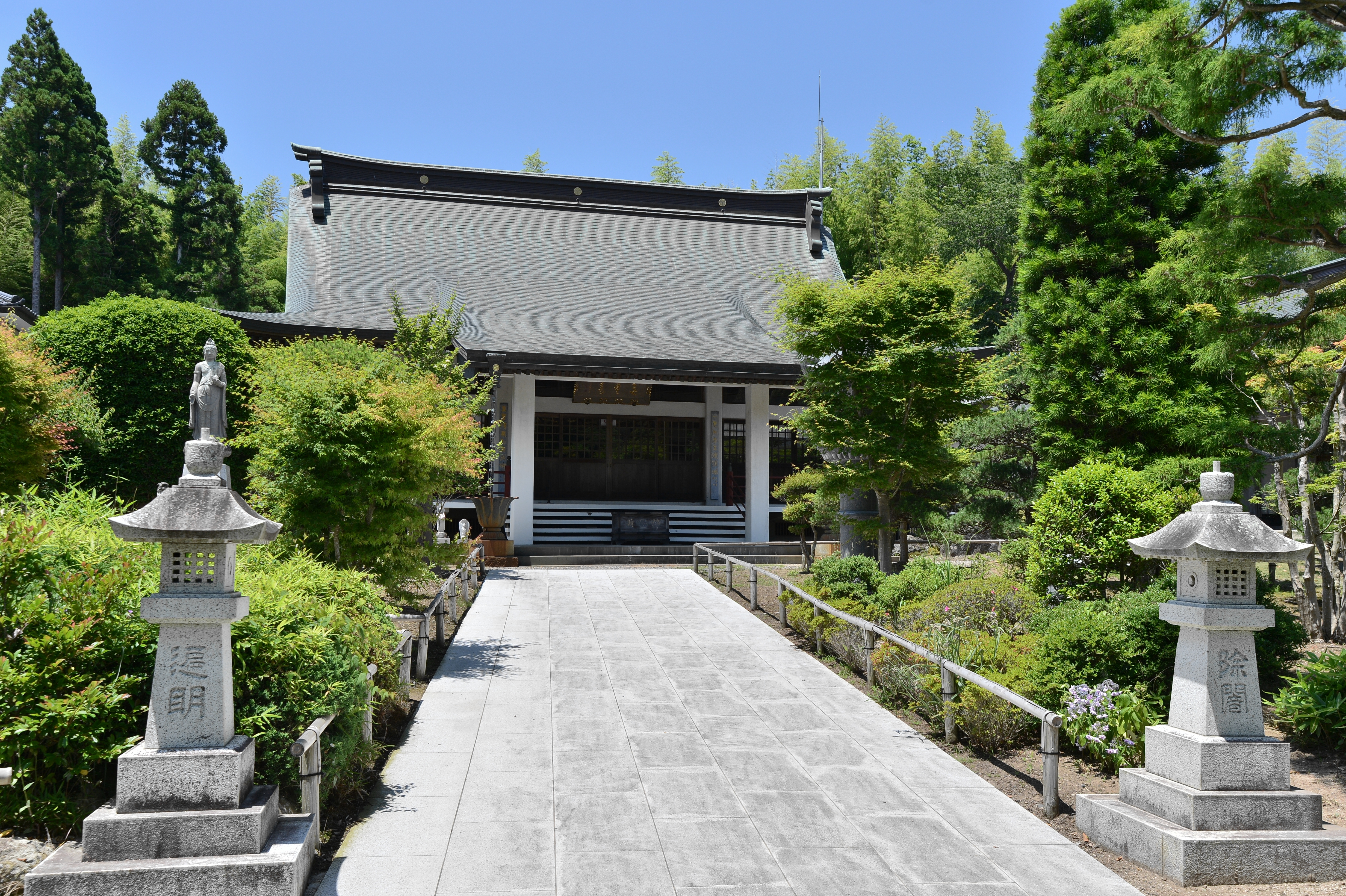
本堂
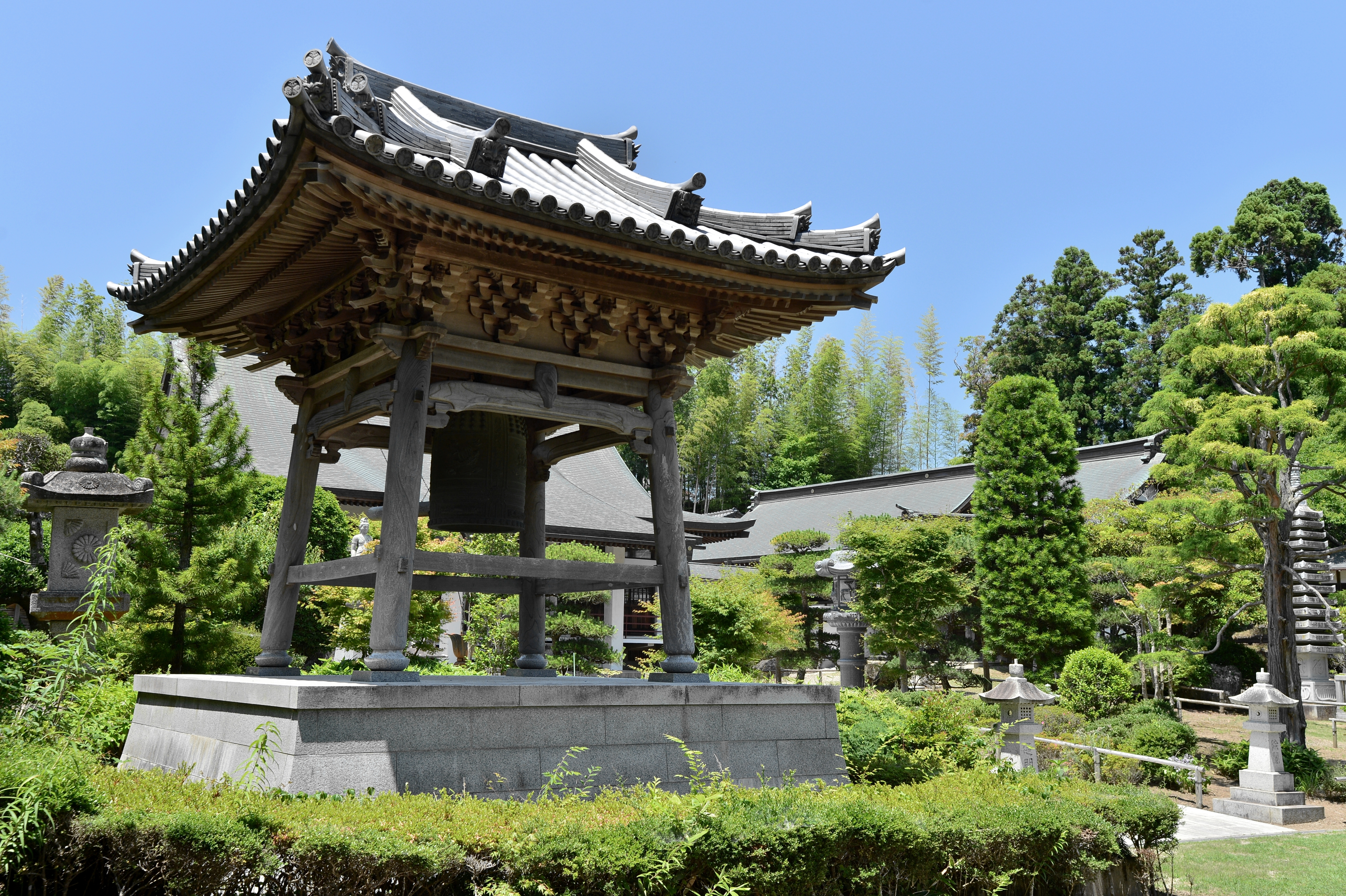
鐘楼

## 文化財

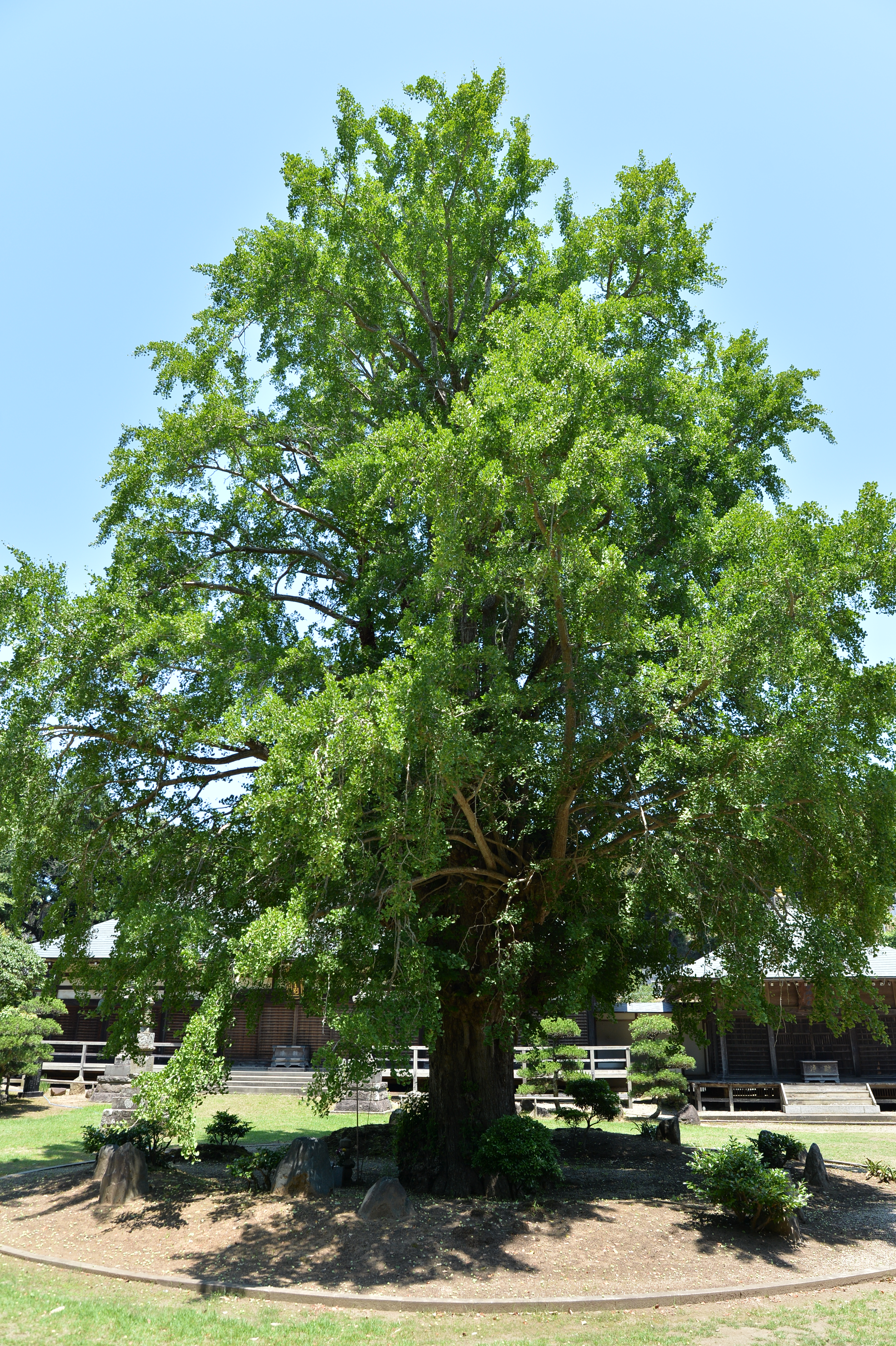
御葉付銀杏（茨城県指定天然記念物）

- 絹本著色金剛界大日如来画像（茨城県指定文化財 昭和44年3月20日指定）[3]
- 木造阿弥陀如来立像（茨城県指定文化財 昭和44年3月20日指定）[4]
- お葉付イチョウ（茨城県指定文化財天然記念物 昭和37年2月26日指定）[5]
西光院が管理する幹径1.5メートル、樹高25メートルのイチョウ。1398年（応永五年）開山した宥祖は、地方教化衆僧修行の地として安穏発展を祈念するとともに、海難者の霊をこのイチョウの樹に招き、慰霊と冥福を祈ったと伝えられる[6]。

## 交通アクセス
- 大洗駅より徒歩21分。